# Banco Occidental de Descuento
El Banco Occidental de Descuento (BOD) fue una institución financiera de capital venezolano y en su momento fue el cuarto banco privado más grande de ese país, de acuerdo a las cifras de la Superintendencia de las Instituciones del Sector Bancario (SUDEBAN). Su presidente, desde 1998, era Víctor Vargas quien es el accionista mayoritario de esta entidad. De acuerdo con el más reciente informe elaborado por América Economía, ocupa el puesto 34° entre “Los 250 mayores bancos de América Latina”. Era representante en Venezuela de la marca American Express.
Hasta 2015, contaba con 332 oficinas, 776 cajeros automáticos y más de 50 mil puntos de venta, para satisfacer la demanda de más de 4.5 millones de clientes en Venezuela.
El banco se encontraba desde septiembre de 2019 bajo intervención administrativa por parte de la SUDEBAN. Dicho organismo prorrogó las medidas en octubre de 2020 y abril de 2021.
A principios de 2022 se dio a conocer que la directiva del Banco Nacional de Crédito (BNC) estaba en negociaciones para la adquisición de algunos activos y pasivos del BOD en Venezuela. Posteriormente, la compra sería autorizada por la SUDEBAN el 17 de junio de ese año, con el cierre definitivo de las operaciones electrónicas y la migración de las cuentas de los clientes del BOD al BNC una semana después, entre el 23 y el 24 de junio.

## Historia
El Banco Occidental de Descuento, S.A.C.A. (Sociedad Anónima de Capital Autorizado) nace en octubre de 1956 con miras a respaldar la actividad del sector comercial, industrial petrolero y agropecuario del centro occidente del país.
La firma del acta constitutiva se realizó el 8 de enero de 1957, para comenzar sus operaciones comerciales el 26 de julio de 1957 con una oficina ubicada en la calle Comercio en el centro de Maracaibo (estado Zulia, occidente), y un capital de 20 millones de bolívares distribuidas en 40 mil acciones nominativas.
Su primera junta directiva quedó conformada entonces por Francisco Morillo Romero, como presidente; y José Rafael Domínguez, Jorge Maisto, Francisco Martínez La Riva, John Shortt, Rafael Urdaneta, J.J. González Gorrondona y Angel Cervini. Posteriormente, el Banco Occidental de Descuento se muda a la Torre Principal ubicada en la avenida 5 de Julio de la capital zuliana, donde se encuentra hasta nuestros días. 
En 1994 las acciones del B.O.D., que ocupaba el puesto 28 de 123 instituciones bancarias que existían en el momento, son adquiridas por el BOD HOLDING. En el 2000 se inicia un proceso de expansión tras la fusión del Banco Noroco y Valencia Entidad de Ahorro y Préstamos, que dio paso a Norval Bank, entidad que pasaba a formar parte del Grupo Financiero B.O.D.
Cuando en 2002 el Norval Bank se fusiona con el Banco de Monagas y el Fondo de Activos Líquidos B.O.D., el Banco Occidental de Descuento se constituye como Banco Universal, con una red de 143 agencias y un capital de 169 mil 674 millones de bolívares.
En septiembre de 2006 BOD HOLDING adquiere Corp Banca, que desde 1996 había tomado el control del antiguo Banco Consolidado. De esta forma, aumenta la presencia del banco en el centro del país y continúa el proceso de expansión.
En 2007 se completó la integración de toda la plataforma tecnológica de B.O.D. y Corp Banca, para luego dos años más tarde solicitar ante la SUDEBAN la fusión entre ambas entidades.
El 12 de septiembre de 2013, bajo la resolución 149.13, la SUDEBAN aprobó la fusión de las instituciones, y a partir del 1°de noviembre de 2013 desaparece la marca Corp Banca para prevalecer el B.O.D. como uno de los bancos del estrato grande del sistema financiero venezolano.

### Medidas administrativas a filiales del Grupo Financiero BOD
A inicios del mes de septiembre del año 2019, algunas instituciones pertenecientes al Grupo Financiero BOD recibieron una serie de medidas administrativas. El jueves 5 de septiembre, el Banco Central de Curazao suspendió los servicios regulares del Banco del Orinoco N.V., del que es Director Suplente Luis Alfonso de Borbón, yerno de Víctor Vargas, y nombró un administrador con la finalidad de evaluar los activos y pasivos existentes en la institución. Pocos días después, el lunes 9 de septiembre, la Superintendencia de Panamá intervino administrativa y operativamente por un período de 30 días, prorrogables, el banco AllBank Corp, como medida de prevención ante los potenciales efectos de contagio derivados de la situación del grupo bancario en Curazao.
Estas acciones trajeron como consecuencia que SUDEBAN a través de la resolución 047.19, publicada el día 11 de septiembre en la Gaceta Oficial Nro. 41.714, dicta medidas administrativas en protección y aseguramiento de los fondos de los usuarios de la entidad bancaria Banco Occidental de Descuento. Según la resolución, las medidas administrativas aplicadas tienen un plazo de 120 días hábiles bancarios y, entre ellas, se detallan las prohibiciones de realizar nuevas inversiones y de decretar pago de dividendos. No obstante, la SUDEBAN destacó que el banco continuaría operativo.
El presidente del Grupo Financiero BOD, Víctor Vargas Irausquín, ofreció una rueda de prensa el jueves 12 de septiembre, con la finalidad de aclarar las informaciones que giraban en torno a la situación de las filiales del Grupo Financiero BOD y, específicamente, sobre el Banco Occidental de Descuento. En el encuentro con los medios de comunicación, Víctor Vargas negó la intervención del banco y aseguró que su junta directiva se encontraba operando con normalidad.
En cuanto al Banco del Orinoco N.V., Vargas explicó a la prensa que, dos días antes de que el Banco Central de Curazao tomara la medida de emergencia, ya su junta directiva había acordado liquidarlo, entre otras razones, porque Curazao ha sido señalado recurrentemente como uno de los países con mayor alerta de lavado de dinero en la región. Con respecto a AllBank Corp, en Panamá, Vargas indicó que su paralización no afectaba al BOD en Venezuela y agregó que la intención de la superintendencia panameña es únicamente cerciorarse de que no ocurre nada anormal tras la decisión tomada en Curazao.
Al día siguiente de las declaraciones dadas por Víctor Vargas Irausquín, SUDEBAN emitió una circular aclaratoria -difundida por el BOD en nota de prensa el sábado 14 de septiembre-, negando la intervención de la institución bancaria, ya que las medidas aplicadas no incluyen la toma de la administración del banco, la cual continúa siendo responsabilidad única de su actual Junta Directiva, Presidencia y Ejecutivos.

## Cierre del BOD
El cese de operaciones del Banco Occidental de Descuento (BOD) fue oficializado en la Resolución N 047.22 de la Gaceta N 42.412 de fecha 6 de julio de 2022.

### Presidentes del B.O.D.
- 1957-1964 Francisco Morillo Romero
- 1964-1994 Alfredo Belloso
- 1994-1998 José Manuel Egui Medina
- 1998-2022 Víctor Vargas  Irausquín

## Grupo Financiero B.O.D.
En febrero de 2015, se crea el Grupo Financiero B.O.D. un holding integrado por instituciones bancarias, de mercado de capitales y empresas aseguradoras.

### Bancos Filiales
- B.O.D. de Venezuela (intervenido en 2019 y Fusionado por absorción con el BNC en 2022)
- AllBank de Panamá (Bajo intervención desde septiembre de 2019 y en proceso de liquidación)[27]
- BOI Bank de Antigua y Barbuda
- Banco del Orinoco N.V. de Curazao (En proceso de liquidación, intervenida en septiembre de 2019)[28]
- Bancamérica de República Dominicana el 2 de febrero del 2022 inicia la disolución de la empresa.[29]

### Entidades de mercado de capitales
- B.O.D. Valores Casa de Bolsa
- Plus Capital Markets
- Plus Capital Markets
- B.O.D. Fondos Mutuales

### Empresas aseguradoras
- La Occidental
- Global Care
- Salud Care
- Planinsa

### Otras compañías
- Pymefactoring RD
- National Leasing
- Layla Assets Corp (inic jun 2007- cierre en abr 2021) en Panamá[30]

## Centro Cultural B.O.D.
El Centro Cultural B.O.D. (antiguo Centro Cultural Consolidado) abrió sus puertas al público el 29 de noviembre de 1990, y a lo largo de sus 25 años de historia se ha convertido en un punto de referencia para el disfrute del entretenimiento y la cultura en Caracas.
En 2014, tuvieron lugar 920 funciones de teatro (con 116.420 asistentes), 98 conciertos (con 28.834 espectadores), 112 eventos corporativos (con 43.060 participantes) y 4 grandes exposiciones de arte (con 12.157 visitantes). Estas cifras suman un total de 1137 eventos a los que asistieron 204.071 personas de Caracas y zonas aledañas a la capital.

## Controversias
En 2007, el vicepresidente del banco, Tomás Casado, fue detenido por estar involucrado en la estafa conocida como "La Vuelta", en la cual, muchas familias zulianas perdieron sus ahorros.
En 2016, el banco se vio salpicado por el caso de los ataques cibernéticos al sistema de pagos de Credicard, del cual BOD es uno de sus propietarios. Su presidente, Víctor Vargas, fue detenido por el Sebin debido a este caso.
En 2019, varios depositantes denunciaron un esquema de "estafas por millones de dólares" por parte del banco y sus sucursales internacionales. En octubre de 2019 la Asamblea Nacional (2015) inició debates por iniciativa del diputado Julio Montoya pero se dilató mientras se decidían que comisión iniciaría la investigación, si contraloría o finanzas
En octubre de 2022 ahorrista del estado Falcón del Banco Occidental de Descuento (BOD) presentaron una denuncia ante la Sala Constitucional del Tribunal Supremo de Justicia (TSJ), en ponencia de su presidente Gladys María Gutiérrez Alvarado, admitió la demanda por intereses colectivos y difusos de unos 200 ahorristas del BOD, según expediente AA50-T-2022-000831. cuyo accionista mayoritario pertenece al banquero venezolano Víctor Vargas Irausquín por estafa al no ser devuelto sus ahorros retenidos desde el año 2019. El 17 de junio de 2022, la SUDEBAN informó que los clientes del BOD pasarán a formar parte del BNC Banco Nacional de Crédito a partir del lunes 23 de junio de 2022, pero aclaró que la medida no involucra a las sedes en Panamá, Curazao y República Dominicana, por lo que quienes abrieron cuentas en dólares se quedaron en el aire. Centenares de clientes denunciaron en Venezuela que su fondo de pensiones en dólares depositados en esas filiales en el exterior desaparecieron.